# Buixatli
Els Buixatli foren una notable família albanesa que va exercir el poder al sandjak de Shkodër del 1750 al 1831.
L'origen de la família és discutit. Apareixen exercint alguns càrrecs locals al segle xvii. Vers el 1746 apareix Ghazi Mehmed Bushatli revoltat i vers el 1750 Ghazi Mehmed va aconseguir imposar el poder de la família a Ishkodra i va exercir com a sandjakbeg sense oposicio. Va morir el 14 de juliol de 1775 i el va succeir el seu fill gran Mustafa, però el 1776 va agafar el poder el seu germà Mahmud conegut per Kara Mahmud Pasha que va portar el títol honorífic de Mirmiran. Aprofitant la debilitat del poder central i les guerres en les quals els otomans estaven implicats contra Àustria i Rússia, va posar sota el seu domini tota l'Albània del nord i part de la central i va lluitar contra els païxes veïns, especialment Okhrili Ahmed Pasha i Tepedelenli Ali Pasha de Janina; també es va enfrontar al governador de Bòsnia i li va arrabassar les fortaleses de Podghoridja (Podgorica) i d'Ishpuzi (Spuz). Interiorment es va aliar als muntanyesos malisors i va encoratjar el comerç amb els venecians (d'aquest comerç en va treure beneficis particulars com havia fet el seu pare).
La Porta el va declarar rebel i va enviar una expedició (1784/1785) dirigida pel kapudan pasha Djezairli Hasan Pasha. Kara Mahmud Pasha es va rendir però va demanar perdó i fou restablert en el seu càrrec. Poc després (1785) va envair Montenegro i va contactar a Àustria per anar en contra del sultà; de l'emperador va obtenir la promesa de ser reconegut com a sobirà independent. El 1786/1787 es va produir una segona expedició otomana dirigida per Tepedelenli Ali Pasha de Janina i del governador de Rumèlia Aydoslu Mehmed Pasha, que va fracassar i finalment fou altra vegada perdonat a condició de donar suport als otomans en la guerra contra Àustria. Va demostrar la seva lleialtat assassinant a una missió austríaca dirigida per Brugnard i va rebre la investidura com a walilik nominal d'Anatòlia i comandant en cap de les forces turques concentrades a Yeni-pazar (1789); el 1790 va assolir el càrrec de serasker a Vidin, però altre cop proper de la revolta fou destituït i va retornar a Ishkodra (Iskenderiye, Skadar) i el 1793 fou enviada contra la regió una nova expedició dirigida pel governador de Rumèlia, Abu Bakr Pasha, que no va reeixir; un nou intent l'any següent dirigit per Tepedelenli Ali Pasha també va fracassar (1794).
Durant aquest temps a més estava en guerra contra Pere I Petrovich de Montenegro al que mai va poder dominar. Va fer una primera expedició poc fructuosa el 1785 i una segona el 1796. Kara Mahmud va morir en combat contra Montenegro el 22 de setembre de 1796. El va succeir Ibrahim que va governar fins a la seva mort el 1810 quan va pujar al poder Bushatli Mustafà Paixà nomenat formalment el 3 de maig de 1812.
Mustafa va expulsar els Bektachis que havien ajudat a Tepedeleni Ali Pasha de Janina. El 1821 el domini semiindependent de l'Albània del sud centrat a Janina fou liquidat pels otomans però en canvi els Bushatli van conservar el nord.
El març de 1827 va atacar al governador de Pec, i va esclatar un conflicte quan hi van intervenir diversos governants de la zona. El 1828 els russos van atacar Turquia i quan s'acostaven a Constantinoble el sultà va demanar a Mustafà l'enviament de tropes i li va cedir Elbasan, Dèbar i Dukajin (a més de Scutari) però el príncep serbi Milos Obenovitx va subornar als caps tribals i el reclutament fou menor de l'esperat; el príncep va convèncer Mustafa que les reformes otomanes anaven contra la seva autonomia; d'altra banda els russos li van prometre la creació d'una monarquia albanesa sota la seva direcció si els ajudava; finalment l'exèrcit que Mustafà va enviar, previst de 60.000 homes, fou només de dos o tres mil, amb els quals va establir el seu domini a Metohija i va avançar cap a Rumèlia (turc i russos suposaven ambdós que anava en ajut seu) però va tenir una actitud passiva.
Llavors es va signar la pau d'Edirne (1829) molt desfavorable pels otomans. El príncep Milos va exigir les fronteres del seu principat conforme al Tractat de Bucarest (1812) el que afectava a sis governadors otomans. Jashar Paixà de Pristina va intentar assegurar la frontera del seu amb una aliança amb Scutari. Mustafa Pasha ara havia de fer front a la seva actitud en la guerra i a les reformes centralitzadores del sultà. Els paixes albanesos van objectar l'orde que prohibia portar armes. Una assemblea de caps albanesos, ulemes i caps tribals es va reunir a Scutari i va rebutjar els decrets del sultà entre els quals la que ordenava establir una guarnició regular a la ciutat i restituir els territoris concedits el 1828. Mustafa va tenir el suport dels paixes de Prizren, Pec, Djakovica, Pristina, Dèbar, Vranje, Tètovo, Skoplje i Leskovac. La coalició va obtenir alguns èxits ocupant Nish, Skopje i Sofia (1830).
Alguns errors en la direcció militar i política de Mustafà van permetre al paixà de Rumèlia enfrontar aquestes forces i derrotar-les a la batalla de Babune (prop de Prílep) i rodejar a Mustafà al castell de Rosafa (abril de 1931). Un exèrcit otomà fou enviat dirigit pel gran visir Reşid Mehmed Pasha en persona i els albanesos foren derrotats a Bitolj. Mustafà es va rendir el 9 d'octubre de 1831; centenars de persones van morir a la lluita i milers foren empresonats o enviats a l'exili entre els quals diversos membres de la família. Governadors otomans foren nomenats arreu i a les principals ciutats es van establir guarnicions.

## Nota
1. ↑  Enciclopèdia de l'Islam, IV, 612